# Ron Mix
Ronald Jack Mix (* 10. März 1938 in Los Angeles, Kalifornien, Vereinigte Staaten), Spitzname: "The Intellectual Assassin" ist ein ehemaliger American-Football-Spieler. Er spielte als Offensive Tackle und Guard in der American Football League (AFL) und in der National Football League (NFL) bei den San Diego Chargers und den Los Angeles Raiders. 

## Spielerlaufbahn
Ron Mix besuchte in Hawthorne die High School und erhielt nach seinem Schulabschluss ein Stipendium an der University of Southern California (USC). Mix studierte Jura und spielte für die Footballmannschaft seines Colleges, die "USC Trojans", American Football. Im Jahr 1960 wurde er von den Baltimore Colts aber auch von den Boston Patriots gedraftet. Die Patriots spielten in der neugegründeten American Football League, gaben aber vor der Saison die Rechte von Mix an die Los Angeles Chargers ab. Trainer der Mannschaft war Sid Gillman, der Mix zum Schutz von Quarterback Jack Kemp in der Offense der Chargers einsetzte. 1960 konnte Mix mit seiner Mannschaft in das AFL Endspiel einziehen, wo man aber den Houston Oilers mit 24:16 unterlag.
Vor der Saison 1961 zog die Mannschaft nach San Diego um. Das Team konnte erneut gegen die Oilers in das Endspiel einziehen und diesmal ging das Spiel mit 10:3 verloren.
1963 konnte Mix dann seinen einzigen Meistertitel gewinnen. Die Mannschaft war zwischenzeitlich mit talentierten jungen Spielern wie Lance Alworth, John Hadl oder Paul Lowe verstärkt worden. Im AFL Endspiel wurden die Patriots mit 51:10 besiegt. Es sollte der einzige Titelgewinn von Mix bleiben. Zusammen mit seinem Team scheiterte er 1964 und 1965 noch zweimal im Endspiel. Ron Mix beendete nach der Saison 1969 seine Laufbahn. Er kehrte 1971 in die NFL zurück und stand bei den Oakland Raiders für zwei Jahre unter Vertrag, kam aber lediglich in der Saison 1971 zum Einsatz.

## Nach der Laufbahn
Ron Mix arbeitet mittlerweile als Rechtsanwalt in San Diego.

## Ehrungen
Ronald Mix spielte achtmal im Pro Bowl, dem Abschlussspiel der besten Spieler einer Saison. Er wurde neunmal zum All-Pro gewählt. Er ist Mitglied in der Pro Football Hall of Fame, im American Football League All-Time Team, in der National Jewish Sports Hall of Fame und in der International Jewish Sports Hall of Fame.